# Modell von Howard und Sheth
Das Modell von Howard und Sheth nach John A. Howard und  Jagdish Sheth ist ein Ansatz zur Erklärung des Kaufverhaltens. Das S-O-R-Paradigma dient als theoretische Grundlage. Es ist ein Totalmodell und versucht, das Konsumentenverhalten vollständig durch psychische und soziale Prozesse zu erklären.

## Aufbau
Zwischen den Inputvariablen (im S-O-R-Modell: Stimulus), die die auf den Verbraucher wirkenden Reize beschreiben, und den Outputvariablen (S-O-R: Response), die die Ergebnisse der Verarbeitung beschreiben, befinden sich (hypothetische) Wahrnehmungs- und Lernkonstrukte, die die Mechanismen der Reizverarbeitung zu erklären versuchen (S-O-R: Organismus).

## Inhalt
Die Wahrnehmungskonstrukte erklären, welche und wie viele Informationen der Konsument aufnimmt. Der Wahrnehmungsprozess ist von verschiedenen Faktoren abhängig:
- Reizmehrdeutigkeit: Die durch den Konsumenten neu aufgenommenen Informationen weichen von den bereits erhaltenen Informationen ab.
- Aufmerksamkeit: Der Konsument ist bereit, Informationen aufnehmen zu wollen. Welche Umweltreize eine gesteigerte Aufmerksamkeit zur Folge haben, ist auch von der Einstellung z. B. gegenüber einer bestimmten Marke abhängig. Auch Motive können die Aufmerksamkeit erhöhen, gleichzeitig werden die Informationen aber auch selektiv wahrgenommen.
- Suchverhalten: Der Konsument sucht aktiv nach Informationen.
- Wahrnehmungsverzerrung: Es liegen z. B. Missverständnisse vor.

Die Lernkonstrukte erklären, wie Informationen verarbeitet werden. 
- Markenkenntnis: Sie bezeichnet das Wissen um die Existenz einer bestimmten Marke.
- Sicherheit: Die vom Konsumenten empfundene Sicherheit hängt von der Markenkenntnis ab.
- Entscheidungskriterien: Sie dienen zur Bewertung der Alternativen unter Berücksichtigung der Motive.
- Einstellung: Sie spielt eine zentrale Rolle im Entscheidungsprozess und beeinflusst die Kaufabsicht.
- Kaufabsicht: Sie wird sowohl von der Einstellung als auch von der vom Konsumenten empfundenen Sicherheit beeinflusst.